# Iglesia de Gumurishi
La iglesia de Gumurishi (en georgiano: ღუმურიშის ეკლესია; en abjasio: Ӷумуришьтәи ауахәама) un edificio religioso de la iglesia ortodoxa georgiana situada en Gumurishi, en el distrito de Tkvarcheli de la de facto independiente República de Abjasia, aunque su estatus de iure está dentro de la República Autónoma de Abjasia, parte de Georgia. La iglesia fue construida en el siglo XIX.

## Historia
La iglesia consagrada a San Juan Bautista tiene un diseño de salón tras su construcción entre 1888 y 1889. El templo está construida con piedra de escombros de corte grueso y losas rectangulares de piedra caliza blanca. El suelo también estuvo una vez revestido con losas similares, pero solo una parte sobrevive en el santuario. Un campanario, ahora en ruinas, está adosado al muro oeste de la iglesia.
El ábside está cubierto con un techo simple en forma de cúpula y con tres ventanas en arco. Se encuentran un par de ventanas similares cada una, en los muros sur y norte. 
A unos 3 km al noroeste del pueblo se encuentran las ruinas de un sitio medieval de culto cristiano conocido como Sagergaio.
Georgia ha inscrito la iglesia en su lista de patrimonio cultural pero no tiene control efectivo sobre la zona, por lo que es imposible realizar labores de conservación y de estudio de la iglesia. 